# Tanah Rata (Borneo Południowe)
Tanah Rata – wieś (desa) w kecamatanie Kelumpang Tengah, w kabupatenie Kotabaru w prowincji Borneo Południowe w Indonezji.
Miejscowość ta leży w południowo-wschodniej części kecamatanu.